# Hærvejsskolen
Hærvejsskolen er en folkeskole i Rødekro som ligger i  Aabenraa Kommune.
Den på to matrikler. De tidligere skoler Fladhøj Skole og Rødekro Skole blev slået sammen til en i august 2012.
Hærvejsskolen har ca. 800 elever. De ca. 300 elever i indskolingen (0.-3. klasse) går på den tidligere Fladhøj Skole, mens mellemtrinnets og overbygningens elever går på den tidligere Rødekro Skole.
På Hærvejsskolen er der en specialklasserække
| Skole | Spire Denne artikel om en skole, en uddannelsesinstitution eller uddannelse er en spire som bør udbygges. Du er velkommen til at hjælpe Wikipedia ved at udvide den. |

55°03′40″N 9°19′24″Ø / 55.06106°N 9.32342°Ø